# Davide Ghiotto
Davide Ghiotto (3 december 1993, Altavilla Vicentina) is een Italiaanse langebaanschaatser.
Ghiotto is de zoon van de wielrenner Federico Ghiotto, actief in de jaren 80 en 90. Hij woont met zoon Filippo en partner Susy in Zovencedo, in het gehucht San Gottardo. Zijn opleiding filosofie volgde hij aan de Universiteit van Trento waar hij afstudeerde met een thesis getiteld Ethics and suicide.
Ghiotto's eerste grote overwinningen behaalde hij begin 2017 tijdens de Universiade in het Kazachse Medeo. Hij won daar de 5.000 en 10.000 meter en met Italië de ploegenachtervolging. Op de 10.000 meter reed Ghiotto zelfs een baanrecord en liet hij nummer twee Masahito Obayashi ruim een halve minuut achter zich. Zijn goede vorm wist hij een passend vervolg te geven bij het WK afstanden in Gangneung. Hij finishte daar als vijfde op de 10.000 m in een nieuw Italiaans record van 13.01,38. Dit record scherpte hij op 11 februari 2022 tijdens zijn Olympische race in Peking aan tot 12.45,98 wat hem brons opleverde. Op 5 maart 2023 reed hij tijdens het WK afstanden naar het eerste Italiaanse goud in wederom een nieuw nationaal record in 12.41,35. Op 26 oktober 2024 schaatste Ghiotto in Inzell in een kwartetstart met 12.26,30 een officieus wereldrecord op de 10km. Op 25 januari 2025 schaatste hij in Calgary een officieel wereldrecord met 12.25,69.

## Persoonlijke records
| Afstand      | Tijd     | Datum            | Baan           |
| ------------ | -------- | ---------------- | -------------- |
| 500 meter    | 37,52    | 9 maart 2024     | Inzell         |
| 1000 meter   | 1.15,36  | 22 februari 2015 | Inzell         |
| 1500 meter   | 1.45,93  | 10 maart 2024    | Inzell         |
| 3000 meter   | 3.39,07  | 16 oktober 2021  | Inzell         |
| 5000 meter   | 6.04,23  | 28 januari 2024  | Salt Lake City |
| 10.000 meter | 12.25,69 | 25 januari 2025  | Calgary        |

## Resultaten
| Jaar | EK Allround            | WK Allround             | WK Afstanden                      | Olympische Spelen                    | Wereldbeker        |
| ---- | ---------------------- | ----------------------- | --------------------------------- | ------------------------------------ | ------------------ |
| 2017 | NC17 (20e, 9e, 19e, -) |                         | 5e 10.000m                        |                                      | 17e 5k/10k         |
| 2018 |                        | NC23 (23e, 17e, 23e, -) |                                   | 19e 5000 meter 12e 10.000 meter      | 12e 5k/10k         |
| 2019 | DNF (DNF, -, -, -)     |                         | 11e 5000m 6e 10000m               |                                      | 13e 5k/10k         |
| 2020 |                        | NS3 (24e, 14e, DNS, -)  | 7e 5000m 6e 10000m                |                                      | 7e 5k/10k          |
| 2021 |                        |                         | 7e 5000m 4e 10000m                |                                      | 4e 5k/10k          |
| 2022 |                        | 7e · (18e, , 15e, )     |                                   | 8e 5000m · 10000m · 7e achtervolging | 5k/10k             |
| 2023 | 4e · (12e, , 6e, )     |                         | 5000m · 10000m · 4e achtervolging |                                      | 4e 5k/10k          |
| 2024 |                        | 5e · (21e, , 11e, )     | 5000m · 10000m · achtervolging    |                                      | 50e 1500m · 5k/10k |
| 2025 | 4e · (17e, 4e, 13e, )  |                         | 4e 5000m · 10000m · achtervolging |                                      | 49e 1500m · 5k/10k |

(#, #, #, #) = afstandspositie op allroundtoernooi (500m, 5000m, 1500m, 10.000m).
NC17 = niet gekwalificeerd voor de laatste afstand, maar wel als 17e geklasseerd in de eindrangschikking